# Tervajärvi (sjö i Finland, Kajanaland, lat 64,50, long 28,67)
Tervajärvi är en sjö i Finland. Den ligger i kommunen Ristijärvi i landskapet Kajanaland, i den centrala delen av landet, 500 km norr om huvudstaden Helsingfors. Tervajärvi ligger 185,9 meter över havet. Arean är 1,48 kvadratkilometer och strandlinjen är 11,31 kilometer lång. Sjön  ingår i Uleälvens huvudavrinningsområde. 